# Hrvatsko agronomsko društvo
Hrvatsko agronomsko društvo je kao savez područnih agronomskih društava i strukovnih udruženja agronoma registriranih pri nadležnim tijelima državne uprave u Republici Hrvatskoj. Djelovanje je regulirano temeljem odluke Sabora agronoma Republike Hrvatske koji se održao 28. ožujka 2002. godine.

## Povijest
Društvo je sljednik Hrvatsko-slavonskog gospodarskog društva, osnovanog 3. veljače 1841. godine radi razvitka i unaprijeđenja poljodjelstva. 17. veljače 1924. osnovano je društvo Udruženje agronoma koje je sljednik Hrvatsko-slavonsko gospodarsko društvo. 4. travnja 1940. osnovano je u Zagrebu Hrvatsko agronomsko društvo, koje je pokrivalo područje Banovine Hrvatske. Prvi je predsjednik bio Nikola Šerman. Zbog rata Društvo je prestalo djelovati već 1941. godine, 16. ožujka. Rad je obnovilo poslije rata, 21. svibnja 1950. godine. Tad je osnovano je Društvo agronoma Narodne Republike Hrvatske, poslije preimenovano u Savez poljoprivrednih inženjera i tehničara. Uspostavom neovisne i samostalne Republike Hrvatske 1991. godine savez je promijenio ime u Hrvatsko agronomsko društvo. Današnje društvo i njegovi prethodnici pokrenuli su časopise Gospodarski list, Gospodarska smotra (danas Poljoprivredna znanstvena smotra), Agronomski glasnik, Krmiva, Stočarstvo, Sjemenarstvo i Pomologia Croatica.

## Predsjednici
Predsjednici agronomskih organizacija u Hrvatskoj 1924. – 1941.

### Udruženje agronoma u Zagrebu
17. veljače 1924 - 22. studenoga 1931.
- Oton Frangeš 17. veljače 1924. – 6. siječnja 1929, tajnik Stjepan Poštić Stjepan, a od 18. lipnja 1928. Karlo Šoštarić-Pisačić
- Ivan Ritig 1929 - 22. studenoga 1931., tajnik Stjepan Poštić

### Sekcija udruženja Jugoslavenskih agronoma za Savsku hanovinu
22. studenoga 1931. – 4. travnja 1940.
- Stjepan Poštić 22. studenoga 1931. – 7. travnja 1935., tajnik Josip Bujanović
- Pavao Kvakan 7. travnja 1935. – 4. travnja 1940., tajnik Karlo Šoštarić-Pisačić

### Hrvatsko agronomsko društvo
Od 4. travnja 1940. odnosno od 12. siječnja 1941. do sazvane a ne održane skupštine 16. ožujka 1941.
- Nikola Šerman 4. travnja 1940. – 16. ožujka 1941., tajnik I Franjo Gaži, tajnik Mavro Magašić, a od 12. siječnja 1941. tajnik I Pravdoslav Klenovar i tajnik II Ivo Kovačić

## Vanjske poveznice
- Hrvatsko agronomsko društvo
- Statud HAD-a  Arhivirana inačica izvorne stranice od 21. srpnja 2016. (Wayback Machine)
- Facebook
- Hrvatsko agronomsko društvo Hrvatska tehnička enciklopedija, portal hrvatske tehničke baštine. LZMK